# 弗拉基米尔·弗拉基米罗维奇·科捷尼奥夫
弗拉基米尔·弗拉基米罗维奇·科捷尼奥夫（俄語：Влади́мир Влади́мирович Котенёв，羅馬化：Vladimir Vladimirovich Kotenyov，1957年7月18日—）是俄罗斯外交官。2004年至2010年担任俄罗斯联邦驻德国特命全權大使。

## 经历
1957年出生。父亲也是一位苏联驻外大使，由于工作原因，他儿时曾在印度的新德里度过四年时光。
1979年毕业于莫斯科國立國際關係學院，后进入苏联外交部工作。历任苏联驻東德、奥地利和瑞士使馆工作人员。曾任苏联驻西柏林领事馆总领事、2001年至2004年担任俄罗斯外交部领事司司长。2004年4月起开始担任驻德大使。2010年離任。
2007年6月26日获授友谊勋章。